# Telematch
Telematch è stato uno dei primi programmi televisivi a premi di grande successo della Rai - Radiotelevisione Italiana. Telematch andò in onda per 78 puntate, trasmesse di domenica alle 21,15, dal 6 gennaio 1957 al 13 luglio 1958.
Il programma, trasmesso dall'allora Programma Nazionale RAI, non si limitava, per la prima volta nella sua pur breve storia, ad un solo conduttore, ma ne contava addirittura tre: due in studio, Enzo Tortora e Silvio Noto, e uno come inviato, Renato Tagliani.
Tortora godeva già di una discreta popolarità e la sorpresa della trasmissione si rivelò la partecipazione di Noto, che si impose in particolare per le sue qualità di mimo.
Uno dei momenti di maggiore interesse del programma era il gioco dell'Oggetto misterioso: Tagliani andava in giro per le piazze d'Italia e proponeva ogni volta un particolare di un oggetto del quale occorreva indovinare il nome.
Altra parte del programma che assunse rilevanza autonoma era il gioco Il braccio e la mente.
Per la sigla musicale di Telematch fu usata quella del radio-quiz (poi quiz TV) statunitense Top of the Form. Tale brano, Marching Strings o Strings on Parade (Archi in Marcia o Marcia degli Archi o Parata d'Archi), fu scritto nel 1952 da Ray Martino ed eseguito dalla sua orchestra.
Per introdurre "l'oggetto Misterioso" si avvalsero della sigla della serie Televisiva di "Dragnet" scritta da Walter Schumann con il titolo "Badge 714".
Da una costola di Telematch sarebbe poi nata la trasmissione Campanile sera.